# تشارلز باسيل برايس
تشارلز باسيل برايس هو عسكري كندي، ولد في 12 ديسمبر 1890، وتوفي في 15 فبراير 1975.